# Tentaoculus
Tentaoculus is een geslacht van weekdieren uit de klasse van de Gastropoda (slakken).

## Soorten
- Tentaoculus balantiophaga B. A. Marshall, 1996
- Tentaoculus eritmetus (A. E. Verrill, 1884)
- Tentaoculus georgianus (Dall, 1927)
- Tentaoculus granulatus Warén & Bouchet, 2009
- Tentaoculus haptricola B. A. Marshall, 1986
- Tentaoculus lithodicola B. A. Marshall, 1986
- Tentaoculus neolithodicola B. A. Marshall, 1986
- Tentaoculus perlucidus Moskalev, 1976